# Kuivikkojärvi
Kuivikkojärvi är en sjö i Finland. Den ligger i kommunen Puolango i landskapet Kajanaland, i den centrala delen av landet, 500 km norr om huvudstaden Helsingfors. Kuivikkojärvi ligger 178,5 meter över havet. Den är 12,4 meter djup. Arean är 98,1 hektar och strandlinjen är 6,8 kilometer lång. Sjön  ingår i Uleälvens huvudavrinningsområde. 